# 癌研究會

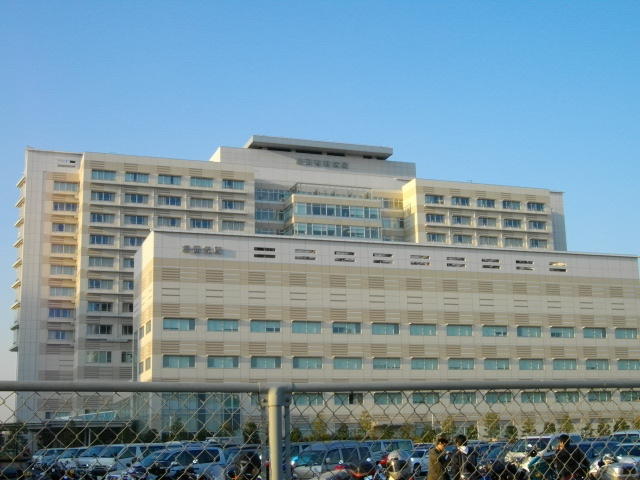
癌研有明病醫院與研究所

公益財團法人癌研究會（日语：／）是1908年（明治41年）創立的日本首間癌症專門研究機構。

## 概要
「癌研」是日本最權威的癌症研究及治療機構之一。癌症治療方面與國立癌研究中心醫院齊名。
癌研究會的標誌「螃蟹」，源自於癌症英語「cancer」。
名譽總裁為常陸宮正仁親王。

## 沿革
以「透過消滅癌症為人類福祉做出貢獻」為基本理念，由當時日本政財官學界重鎮青山胤通、山極勝三郎、澀澤榮一、桂太郎為中心所創立。
在高松宮妃與之後就任東大總長的長與又郎等人的努力下，1934年（昭和9年）開設癌專門研究所與醫院。
2005年（平成17年），老舊的癌研究會附屬醫院從上池袋（最近車站是大塚）移往臨海地區新設的癌研究會有明醫院（東京都江東區有明）。研究所也一樣移至新址。
此外，新醫院還設有緩和醫療病床，提升末期醫療水準。
2011年（平成23年）改制為公益財團法人。

## 組成
- 癌研究所
- 癌化學療法中心
- 基因體中心
- 癌研究會有明醫院

## 外部連結
- 公益財團法人 癌研究會 （页面存档备份，存于）
- 癌與PET檢查 健診中心 （页面存档备份，存于）